# Pa pito el mío
Pa Pito el Mio es el décimo disco oficial de los Mojinos Escozíos, el octavo disco de estudio, su título y portada son una parodia del Álbum del mismo año de Miguel Bosé Papito. Fue sacado a la venta el 20 de noviembre de 2007 con un DVD de regalo que contenía los videoclips de 6 de las 16 canciones del álbum junto con el making off del DVD. Es el primer disco de los Mojinos producido por Esteve Coll y el guitarrista del grupo, Vidalito.
Este es el álbum de los Mojinos Escozíos con mayor contenido tocante a la actualidad política y social, incluyendo un gran número de canciones dedicadas a los cambios y leyes aprobadas durante los gobiernos de José Luis Rodríguez Zapatero. Se abarcan temas como la ley antitabaco, el carnet por puntos, el matrimonio entre personas del mismo sexo, el fracaso escolar y la telebasura entre otros.

## Lista de canciones
| N.º | Título                               | Duración |  |
| 1.  | «Hase caló»                          | 4:17     |  |
| 2.  | «Ya no tienes puntos»                | 4:06     |  |
| 3.  | «Elena’s Song (Canción pa la Elena)» | 4:26     |  |
| 4.  | «Musho gay»                          | 3:30     |  |
| 5.  | «No se puede fumá»                   | 3:16     |  |
| 6.  | «Ni Dios te sarva, María»            | 3:50     |  |
| 7.  | «Libertá pa mis espermatozoides»     | 4:10     |  |
| 8.  | «Ya no me veo la pisha»              | 5:50     |  |
| 9.  | «A la tersera va la vensía»          | 3:40     |  |
| 10. | «Ten cuidao, Migué»                  | 5:20     |  |
| 11. | «Apúntate en er Gran Hermano»        | 5:26     |  |
| 12. | «No se puede fumá»                   | 6:45     |  |
| 13. | «Trese»                              | 3:32     |  |
| 14. | «El hombre bobo»                     | 4:14     |  |
| 15. | «¡¡Oh, Dios!!»                       | 4:10     |  |
| 16. | «¿Y ahora qué hago yo?»              | 2:03     |  |

- Datos: Q6055590